# Lipót Schulhof
Lipót (eller Léopold) Schulhof (født 12. marts 1847 i Baja i Ungarn, død 10. oktober 1921 i Paris) var en fransk astronom.
Schulhof var en tid ansat ved observatoriet i Wien og ved den østrigske gradmåling under Theodor von Oppolzer. Han gik derpå til Paris og var 1875—1915 kalkulator ved Bureau des longitudes. Schulhof har beregnet flere planet- og kometbaner; blandt disse sidste nævnes hans arbejde sammen med Joseph Bossert over kometen fra 1812: Sur l'orbite de la comète de 1812 (Pons) et sur son prochain retour (1883). I Annuaire har han publiceret talrige meddelelser om kometerne i tiden 1800—80, og han har beregnet fra 1878 sammen med Rodolphe Radau månetabellerne efter Delaunays teori. Han har diskuteret Ralph Allan Sampsons tabeller for Jupiterdrabanterne; Schulhof har sammen med Bossert og efter dennes død beregnet stjerners egenbevægelse (Catalogue des mouvements propres de 5671 étoiles, 1920). Af hans øvrige arbejder må nævnes: Sur les étoiles filantes (1894).